# Хотыничский сельсовет
Хотыничский сельсовет — административная единица на территории Ганцевичского района Брестской области Республики Беларусь. Административный центр — агрогородок Хотыничи.

## Состав
В состав сельсовета входят 2 агрогородка и 1 деревня:
| Населённый пункт | Статус      | Площадь, км² | Население | Население | +/–   | СОАТО         | Координаты                      |
| Населённый пункт | Статус      | Площадь, км² | 2009      | 2019      | +/–   | СОАТО         | Координаты                      |
| ---------------- | ----------- | ------------ | --------- | --------- | ----- | ------------- | ------------------------------- |
| Еловая           | деревня     | 0,4338       | 28        | 11        | ▼ 17  | 1 216 847 026 | 52°32′49″ с. ш. 26°21′53″ в. д. |
| Раздяловичи      | агрогородок | 10,1331      | 1385      | 1016      | ▼ 369 | 1 216 847 031 | 52°37′53″ с. ш. 26°08′25″ в. д. |
| Хотыничи         | агрогородок | 9,5677       | 2437      | 2028      | ▼ 409 | 1 216 847 036 | 52°32′49″ с. ш. 26°21′53″ в. д. |
| ВСЕГО            | ВСЕГО       | ВСЕГО        | 3850      | 3055      | ▼ 795 |               |                                 |

Источник: 